# Pink: All I Know So Far
Pink: All I Know So Far è un documentario del 2021 diretto da Michael Gracey.
Il documentario è incentrato sulla cantante statunitense Pink e girato durante la tournée Beautiful Trauma World Tour.

## Trama
Nel corso del suo Beautiful Trauma World Tour, Pink si divide fra esibizioni in giro per il mondo e momenti dietro le quinte in cui riflette sulla sua vita, sulla sua formazione artistica, sul rapporto con i suoi fan e sul modo in cui coniuga l'attività artistica e lavorativa con l'essere madre. L'artista porta con sé la sua famiglia in giro per il mondo e offre anche il loro punto di vista su tale esperienza. Il documentario include anche materiale di carattere privato, montato insieme a quanto girato durante la tournée.

## Colonna sonora
Il documentario include esibizioni dal vivo della cantante, le quali sono incluse anche in un album dal vivo che è stato pubblicato in contemporanea al film.

## Distribuzione
Il film è stato distribuito su Prime Video a partire dal 21 maggio 2021.